# 2023 BU
Astéroïde
Objet géocroiseur
2023 BU est un petit astéroïde Apollon qui est passé à 9 967 kilomètres du centre de la Terre, il est passé à environ 3 596 kilomètres de sa surface au dessus de l'Amérique du Sud, le 27 janvier 2023 à 0 h 29 TDB.